# Nelson Head Light
Nelson Head Light, auch als Nelson Head Inner Light bekannt, ist seit 2003 ein inaktiver ungewöhnlicher Leuchtturm, der auf der Landzunge Nelson Head, nordöstlich der Stadt Nelson Bay in New South Wales, Australien aufgebaut ist. Er befindet sich nahe am Halifax Park, an der südlichen Küste des Port Stephens. Die Befeuerung diente dem Geleit von Schiffen in diesen Hafen.
Dieser Leuchtturm ist ungewöhnlich, denn er hat keinen Turm. Das Licht leuchtete durch ein Fenster eines Laternenraums. Die Befeuerung wurde später außerhalb des Gebäudes montiert.

## Geschichte
Die Station wurde 1872 mit vier Kerosinlampen an einem hölzernen Turm aufgebaut.

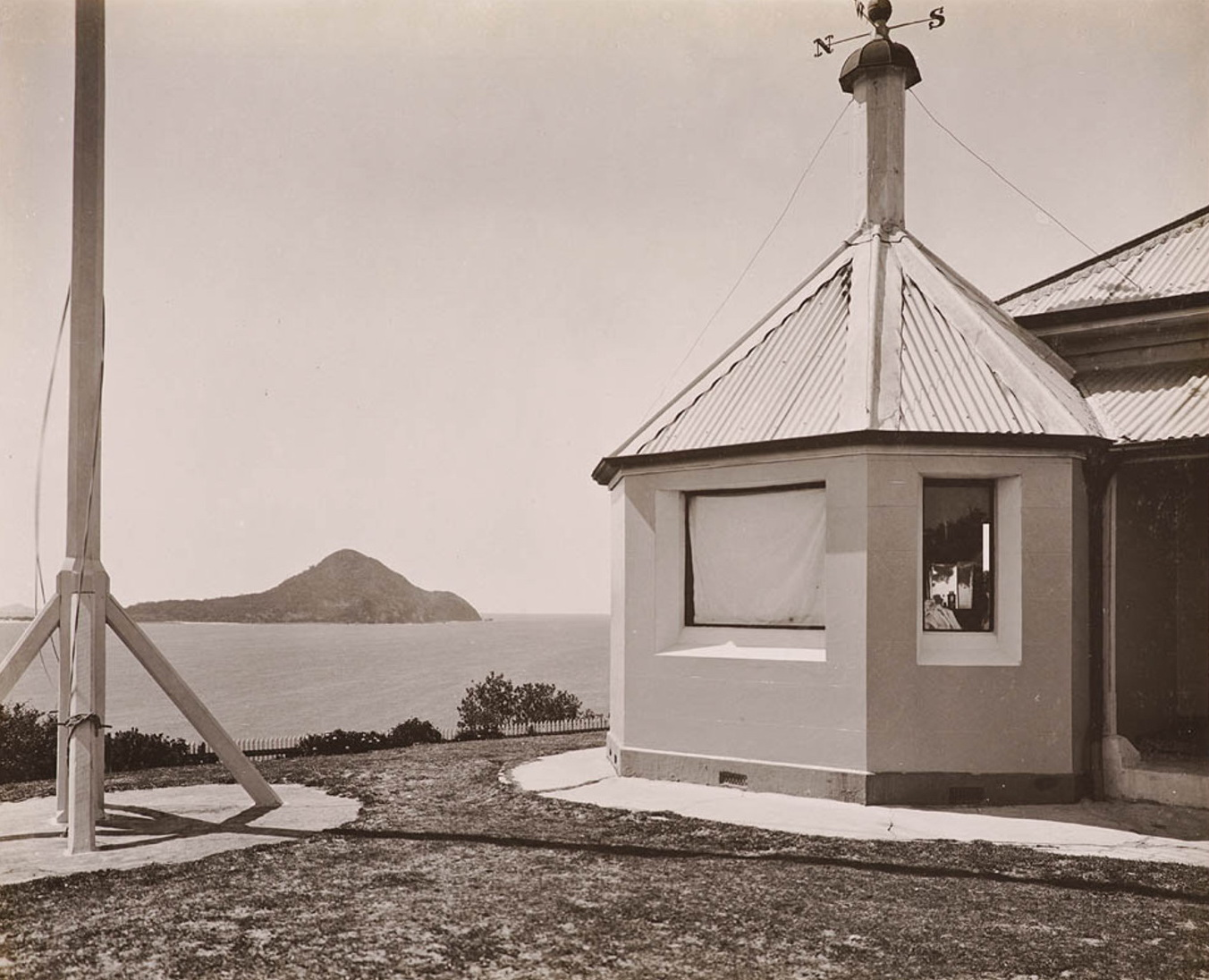
Nelson Head Light, 1902

Das kleine Landhaus wurde drei Jahre später gebaut und die erste Befeuerung erfolgte 1876 durch ein drei Meter großes Fenster. Das Licht wurde in einem achteckigen Laternenraum installiert, der mit dem Landhaus verbunden war. In diesem Gebäude waren bis 1985 14 Wärter das Maritime Service Board untergebracht.
1946 wurde die Befeuerung elektrifiziert und 1984 automatisiert. Bis 1986 unterstützte das Nelson Head Lighthouse und der Rescue Station Trust den Erhalt des Hauses.
1990 wurde die Royal Volunteer Coastal Patrol Eigentümer und heute wird das Gebäude von der Marine Rescue in New South Wales mit der Port Stephens Division and Royal Volunteer Coastal Patrol verwaltet. 1995 wurde das Licht durch eine solarbetriebene Laterne ersetzt, die außerhalb des Gebäudes an der Stelle der früheren Lampe angebracht war. Im frühen Jahr 2003 wurde es für unnötig erklärt und abgebaut.
Das Haus dient inzwischen als Maritim-Museum.

## Besucher
Das Gebäude ist auf einer Straße von Nelson Bay erreichbar und täglich geöffnet. Es ist eine touristische Attraktion von Port Stephens und steht unter Denkmalschutz.